# Низкотелый зу
Низкотелый зу (лат. Zu elongatus) — вид лучепёрых рыб из семейства вогмеровых. Распространены в тропических, субтропических и тёплых умеренных водах всех океанов. Морские пелагические рыбы. Встречаются очень редко. Максимальная длина тела 120 см.

## Описание
Тело длинное, сильно сжато с боков, лентообразное; без чешуи, покрыто бугорками и порами. В передней части тело относительно высокое, его высота составляет 12—16 % стандартной длины тела. Высота тела постепенно снижается, и в задней части тело имеет вид длинного тонкого хвоста; нет резкого утончения тела на уровне анального отверстия. Глаза большие, их диаметр составляет 9—10 % длины тела от кончика рыла до анального отверстия. Рот маленький, сильно выдвижной; косой, направлен вверх. На верхней челюсти 9—21 зубов, на нижней челюсти 6—9 зубов. Есть зубы на сошнике и нёбе. На верхней части жаберной дуги 2—3 жаберные тычинки, на нижней части — 7—9 жаберных тычинок. Длинный спинной плавник с 142—147 мягкими лучами тянется от верхушки рыла до хвостового стебля. Первые лучи плавника сильно удлинённые у молоди, у взрослых особей укорачиваются. В грудных плавниках 11—12 мягких лучей. Брюшные плавники с 7-ю лучами; есть и у молоди, и у взрослых особей (редуцированные). У молоди лучи брюшных плавников сильно удлинённые. Анальный плавник отсутствует. Хвостовой плавник асимметричный, верхняя лопасть с 12 удлинёнными лучами, а нижняя — с пятью редуцированными лучами. Боковая линия состоит из 127—130 колючих пластинок, в хвостовой части тела проходит волнообразно. Позвонков 84—87.
Тело серебристого цвета. У молоди по бокам тела проходят три прерывистые тёмные полосы. В хвостовой части тела 5—6 непрерывных полос. У взрослых особей полосы на теле исчезают, а в хвостовой части становятся менее выраженными. В передней части головы расположена тёмная область треугольной формы. Плавники красноватые. Задние лучи спинного плавника тёмные. Хвостовой плавник чёрный.
Максимальная длина тела 120 см.

## Ареал
Распространены в тропических, субтропических и умеренных водах всех океанов. Юго-восточная часть Атлантического океана: у берегов Намибии и ЮАР; юго-запад Тихого океана: Новая Зеландия, Австралия; Индийский океан: Индия.